# (32437) 2000 RR97
2000 RR97 (asteroide 32437) é um asteroide troiano de Júpiter. Possui uma excentricidade de 0.12372250 e uma inclinação de 23.09969º.
Este asteroide foi descoberto no dia 5 de setembro de 2000 por LONEOS em Anderson Mesa.